# Emmis Communications
Emmis Communications (NASDAQ: EMMS) ist ein US-amerikanischer Medienkonzern aus Indianapolis, Indiana. Der börsennotierte Konzern betreibt Radiosender und Printmedien in den gesamten USA.
Emmis Communication wurde 1979 von Jeff Smulyan gegründet. Tochterunternehmen sind die Emmis Radio LLC, welche Hörfunksender betreibt und Emmis Interactive, Inc. Nach eigenen Angaben ist Emmis die neuntgrößte Radiogruppe in den USA, an der Hörerzahl gemessen.

## Geschichte
Emmis wurde 1979 vom Jeffrey Smulyan gegründet; er ist bis heute Chairman des Unternehmens. Smulyan hatte die UKW-Station WSVL-FM in Shelbyville, Indiana, übernommen. Mit ihr wollte er auf dem Radiomarkt von Indianapolis an Bedeutung gewinnen. Deshalb baute er einen neuen Sendemasten und nahm die Station im Juli 1981 mit dem neuen Rufzeichen WENS in Betrieb. Das Programm viel durch Innovationen auf, neben einem frischen AC-Format zog die Station auch begabten Moderatoren heran. David Letterman hatte seinen Einstieg bei WENS.
Ausgehend von dem Erfolg dieses Senders kaufte Smulyan weitere Stationen. Er reklamiert für sich, etliche Neuerungen im US-Radiomarkt eingeführt zu haben. Dazu zählen die erste 24-Stunden All-Sports Radiostation (New York City’s WFAN); die erste Rhythmic Top 40 Station (KPWR 106 in Los Angeles) und die erste Adult Classic Soul Station (KISS-FM in New York).

## Radiostationen

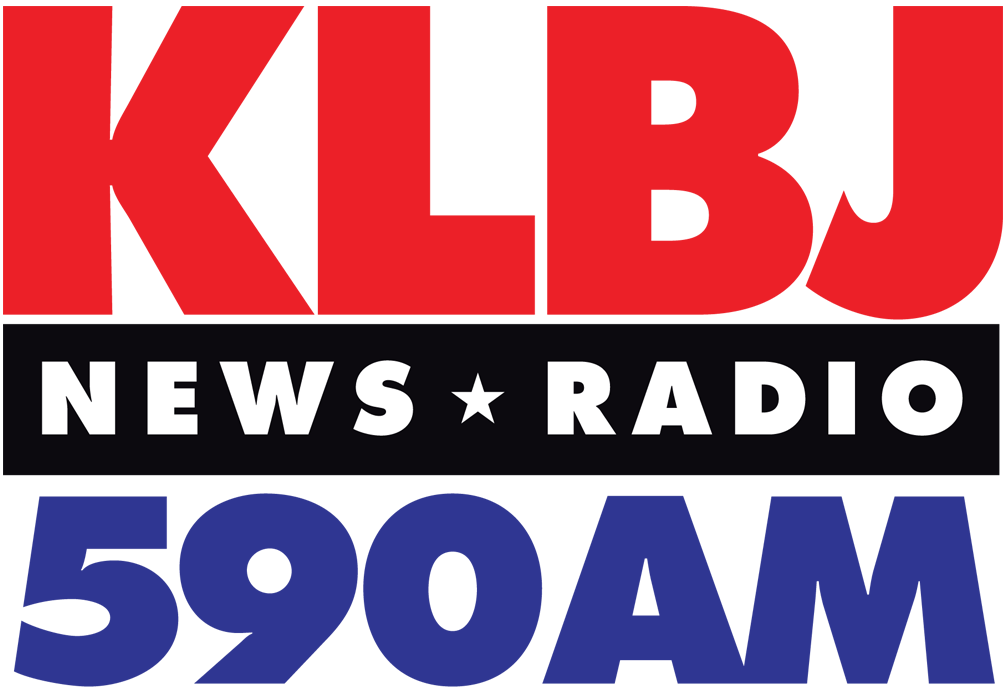
Logo für News•Radio KLBJ

Emmis Communications betreibt national 18 Radiostationen.